# Laserski daljinomjer
Daljinomjer je ručni laserski optoelektronički motritelj. Mjerni uređaj binokularnog tipa proizveden u SAD-u. Namijenjen je za mjerenje udaljenosti do cilja. Pored toga možemo i mjeriti poziciju cilja pomoću konačnice. Kod mjerenja daljine do točnog cilja, potrebno je podesiti dioptriju i postaviti minamalnu daljinu. Mjerenje se vrši tek kad se gumb za okid poslije pritiska otpusti. Ako nije registriran nijedan laserski odboj digitalni pokazivač će ostati prazan. Pokazivač će ostati također prazan isto ako je preklopnik za biranje cilja postavljen u poziciju u kojoj nije registriran laserski odboj. Digitalni pokazivač se sastoji od pet digitala koji pokazuju daljinu u metrima. Podešavanje dioptrije (izvodi se okretanjem okulatora) i gumb za okidanje, nalazu se na desnoj gornjoj strani daljinomjera.

## Laserski daljinomjer Simad LP7 i RLD-3H
Jedni su od najpoznatijih laserskih daljinomjera s takvim konstrukcijskim rješenjima da mogu djelovati i u noćnim uvjetima do 10 kilometara s mogućnošću pogreške od 5m. Osim što se može gledati iz ruke preporuča se da se daljina mjeri iz naslona ili sa stalka zbog preciznosti mjerenja.

Kada se koristi ovakav uređaj treba obratiti pažnju na to kako se s njime rukuje, da eventualno ne bi došlo do nekakvih mehaničkih oštećenja prilikom transporta. Po završetku rada ili zadaće iz uređaja je obvezatno izvaditi baterije.